# Sansón y Dalila (miniserie)
Para la ópera homónima ver Sansón y Dalila (ópera)
Sansón y Dalila (en portugués: Sansão e Dalila) es una miniserie brasileña de 2011, producida y emitida por Rede Record. Es la segunda producción de corte bíblico del canal.

## Trama
Sansón nace como la promesa de ser el libertador del pueblo hebreo, quienes eran oprimidos y perseguidos. Él es un hombre fuerte y valiente, que lucha contra muchos ejércitos enemigos de su pueblo y animales salvajes. El príncipe de Gaza, Inarus, se enfurecía por cada victoria de Sansón contra su ejército. Por eso decide usar a su cortesana favorita, Dalila, para que intente persuadir a Sansón y así descubrir el secreto de su fuerza.

## Reparto
- Fernando Pavão como Sansón.
- Mel Lisboa como Dalila.
- Thais Fersoza como Samara.
- Rafaela Mandelli como Ieda.
- Milhem Cortaz como Abbas.
- Marcelo Escorel como Inarus.
- Rogério Fróes como Alían.
- Roberto Pirillo como Simas.
- Claudio Gabriel como Heber.
- Lu Grimaldi como Zila.
- Juliana Lohmann como Judi.
- Miguel Thiré como Faruk.
- Karen Junqueira como Tais.
- Luiza Curvo como Myra.
- Leandro Léo como Carid.
- Emilio Dantas como Nora/Aron.
- Noemi Gerbelli como Ama.
- Ittala Nandi como Zaira.
- Nina de Pádua como Agar.
- João Vitti
- Roberto Frota como Manoa.
- Valéria Alencar como Hannah.
- Livia Rossy como Ayla.
- Luli Miller como Jana.
- Joana Balaguer como Yunet.
- Cássio Ramos como Alexis.
- Camilo Bevilacqua como Rudiju.
- Felipe Cardoso como Jidafe.
- Luiz Nicolau como Bak.
- Rodrigo Costa